# Ray Meyer
Raymond (Ray) J. Meyer (* 18. Dezember 1913 in Chicago, Illinois; † 17. März 2006 in Wheeling, Illinois) war ein US-amerikanischer Basketballtrainer. Zwischen 1942 und 1984 trainierte er die Mannschaft der DePaul University. Die 1945er Mannschaft um George Mikan führte Meyer zum Gewinn des National-Invitation-Tournament-Titels, dem ersten und bislang einzigen Titel in der Geschichte der Uni. 1978 wurde Meyer zum „College-Trainer des Jahres“ gewählt. Seine Bilanz mit DePaul beträgt 724—354 Siege in 42 Spielzeiten. Seit dem 30. April 1979 ist Meyer Mitglied der Naismith Memorial Basketball Hall of Fame.